# Bernard Sierański
Bernard Sierański (ur. 16 sierpnia 1902 w Hadrze, zm. 6 lutego 1968 tamże) – polski rolnik, samorządowiec, polityk, poseł na Sejm PRL IV kadencji.

## Życiorys
Uzyskał wykształcenie podstawowe. Pracował we własnym gospodarstwie rolnym w Hadrze. Należał do Polskiej Organizacji Wojskowej, uczestniczył także w akcji plebiscytowej i III powstaniu śląskim. W latach 20. był instruktorem przysposobienia wojskowego. W latach 1932–1938 pełnił urząd naczelnika gminy w Hadrze, był tam również urzędnikiem stanu cywilnego. W latach 1945–1949 oraz w latach 60. był w Hadrze sołtysem, w latach 40. pełniąc jednocześnie obowiązki wójta w sąsiedniej gminie Boronów. W 1950 został przewodniczącym Gminnej Rady Narodowej w Lisowie, zasiadał również w Powiatowej Radzie Narodowej. Był prezesem kółka rolniczego w Hadrze, wiceprezesem Powiatowego i Wojewódzkiego Zarządu Kółek Rolniczych, a także prezesem gromadzkiego koła Zjednoczonego Stronnictwa Ludowego oraz członkiem prezydium Powiatowego i Wojewódzkiego Komitetu tej partii. W 1965 uzyskał mandat posła na Sejm PRL IV kadencji z okręgu Bytom, zasiadając w Komisji Handlu Wewnętrznego. Zmarł w trakcie kadencji.

## Odznaczenia
- Krzyż Kawalerski Orderu Odrodzenia Polski
- Złoty Krzyż Zasługi
- Śląski Krzyż Powstańczy
- Odznaka 1000-lecia Państwa Polskiego (1966)[1]